# Делепин, Грейси
Грейси Делепин (фр. Gracie Delépine) (родилась 12 февраля 1930 года) — французский историк, почётный главный куратор Национальной библиотеки Франции. Делепин наиболее известа своими работами по истории и топонимии архипелага Кергелен и Французских Южных и Антарктических Территорий.

## Работы
- Histoires extraordinaires et inconnues dans les mers australes, éd. Ouest-France, Rennes, 2002 ISBN 978-2737329616
- L'Amiral de Kerguelen et les mythes de son temps, éd. L'Harmattan, 1998 ISBN 978-2738466808
- Les îles australes françaises - Kerguelen, Crozet, Amsterdam, Saint-Paul, éd. Ouest-France, Rennes, 1995 ISBN 2737318890
- Les Voyages aux îles Kerguelen depuis la découverte jusqu'à la constitution du territoire d'après les sources écrites (1772-1949), éd. Documentation française, Paris, 1976
- Toponymie des Terres Australes (sous sa direction), éd. Documentation française, Paris, 1973.